# Daniel Walther (Autor)
Daniel Walther (* 10. März 1940 in Munster im Elsass; † 3. März 2018 in Mülhausen) war ein französischer Journalist und Autor von Science-Fiction-Romanen.

## Leben
Daniel Walther studierte zunächst in Straßburg und Saarbrücken Pharmazie, war wegen der Einberufung zum Militär gezwungen, das Studium zu unterbrechen, und wechselte nach seiner Entlassung zu den Studienfächern Anglistik und Germanistik. Er lebte mit seiner Familie im Elsass und arbeitete dort für eine Regionalzeitung.
In den 1960er Jahren begann er, Science-Fiction-Erzählungen zu veröffentlichen, von denen viele auch in andere Sprachen übersetzt wurden (deutsch, englisch, italienisch, rumänisch, schwedisch u. a.) und deren Anzahl auf mehr als 200 anwuchs. 1972 erschien sein erster Roman, der Elemente der heroischen Fantasy mit Elementen moderner Gegenwartsliteratur verband. Außer als Autor trat er auch als Herausgeber hervor, beispielsweise 1980 mit der Anthologie Le livre d’or de la science fiction allemande – étrangers à utopolis, in der er dem französischen Publikum die seiner Meinung nach besten Texte der deutschen SF nahebrachte und Autoren wie Kurd Laßwitz, Paul Scheerbart, Walter Ernsting, Ernst Vlcek, William Voltz, Herbert W. Franke, Wolfgang Jeschke, Alfred Andersch oder Gerd Maximovic auf Französisch druckte.
Er gewann zweimal den wichtigsten französischen SF-Literaturpreis Grand Prix de l’Imaginaire: 1976 für die Herausgabe der Anthologie Les soleils noirs d'Arcadie und 1980 für den Roman L’epouvante.
Daniel Walther starb eine Woche vor seinem 78. Geburtstag.

## Bibliografie
- Le Livre de Swa / Shai (Romantrilogie)
- Le livre de swa (1982)
  - Deutsch: Das erste Buch von Shai: Das Gesetz der goldenen Schlange. Übersetzt von Brigitte Borngässer. 1985.
- De destin de swa (1982)
  - Deutsch: Das zweite Buch von Shai: Der Kristallkrieg. Übersetzt von Brigitte Borngässer. 1986.
- La legende de swa (1983)
  - Deutsch: Das dritte Buch von Shai: Der Tod der großen Schlange. Übersetzt von Brigitte Borngässer. 1986.

Romane
- Krysnak ou le complot (1978)
- Mais l’espace… mais le temps… (1981)
- L’epouvante (1979)
  - Deutsch: Kanonenboot „Panik“. Übersetzt von Brigitte D. Borngässer. 1986.
- Happy End (1982)
  - Deutsch: Der neue Sonnenstaat. Übersetzt von Brigitte Borngässer. 1985.
- Embuscade sur Ornella (1983)
- Apollo XXV (1983)
- La pugnace révolution de Phagor (1984)
- Le veilleur à la lisière du monde (1985)
- La marée purulente (1985)
- Tigre (1988)
- La planète Jaja (1989)
- Terre sans souffrance (1995)
- Le Veilleur à la lisière du monde (1998)
- La mort à Boboli (2000)
- Cité de la mort lente (2005)
- Morbidezza, Inc. (2008)

Kurzgeschichtensammlungen
- Requiem pour demain (1976)
- Les Quatre saisons de la nuit (1980)
- L’Hôpital et autres fables cliniques (1982)
- Nocturne sur fond d’épées (1984)
- Cœur moite et autres maladies modernes (1984)
- Sept femmes de mes autres vies (1985)
- Le Rêve du scorpion et autres cauchemars (1987)
- Les Rapiéceurs de néant (1997)
- Les Mandibules et les dents (1999)
- Ombres tueuses (2001)
- Baba Yaga et autres amours cruelles (2005)
- Le château d’Yf (2005)
- La musique de la chair (2010)

Kurzgeschichten
- Les étrangers (1965)
- Retour dans l’île (1966)
- Les gants d’écailles (1966)
- Ténèbres (1967)
- Canes caniculae (1967)
- Comme une poignée de sel (1967)
- Une longue mémoire (1967)
- Wilovyi (1968)
- Les singes (1968)
- Flinguez-moi tout ça ! (1968)
  - Deutsch: Knallt mir alles ab! In: Jörg Weigand (Hrsg.): Die Stimme des Wolfs: Science Fiction-Erzählungen aus Frankreich. Heyne SF&F #3482, 1976, ISBN 3-453-30361-X.
- La Terre à refaire (1969)
- Veuve-Plaine des tours chantantes (1969)
- Je me souviens du vent mauvais de l’espace (1969)
- La nuit du grand serpent (1969)
- Le passager de la boule de cristal (1970)
- Où guette un sphinx aux ailes en pétales d’angoisse (1970)
- Et une touffe d’herbes amères pour Ganymède (1971)
  - Deutsch: Und einen bittren Kiff für Ganymed. In: Horst Pukallus (Hrsg.): Der hohle Mann. Heyne SF&F #3831, 1981, ISBN 3-453-30734-8.
- Assassinat de l’oiseau bleu (1971)
  - Deutsch: Die Tötung des blauen Vogels. In: Bernhard Thieme (Hrsg.): Der Planet mit den sieben Masken: Utopische Erzählungen aus Frankreich. Neues Leben (Basar), 1979. Auch in: Horst Heidtmann (Hrsg.): Der letzte Frieden. Signal (Germany), 1983, ISBN 3-7971-0224-0.
- La tour de Chalamadam et l’empereur fou de Zor (1971)
- Le grand homme blanc dans le planeur rouge (1971)
- La canonnière Epouvante (1972)
- Par le venin de cent mille soleils (1972)
- Nocturne sur fond d’épées (1972)
- Est-ce moi qui blasphème ton nom, Seigneur ? (1973)
  - Deutsch: Bin ich es, der Deinen Namen lästert, o Herr?. In: Wolfgang Jeschke (Hrsg.): Science Fiction Story Reader 19. Heyne SF&F #3944, 1983, ISBN 3-453-30872-7.
- Les étoiles en gelée de songes (1973)
- Les eaux de gloire (1973)
- La montagne inscrite dans le regard du temps (1973)
- Le corridor étincelant (1974)
- Dans le repaire de la goule (1974)
- Notre-Dame des Supplices (1974)
- Vanille du corps de Lia (1974)
  - Deutsch: Vanille und Lia. In: Jörg Weigand (Hrsg.): Sterbegenehmigung. Moewig (Playboy Science Fiction #6737), 1984, ISBN 3-8118-6737-7.
- Le CINEMAmental de Belinda Blues (1975)
- Le petit chien blanc qui rôdait seul dans les ruines de la ville déserte (1975)
- Antienne au commandeur (1976)
- Deus vel machina ? (1976)
- Deux lunes endeuillées pour veiller la planète mourante (1976)
- Fragments de la biographie de Vladimir KOSTENSTKO ou Un cas désespéré: VLAD (1976)
- Klimax (1976)
- Les fourches patibulaires (1976)
- Maintenant que Friedberg est mort… (1976)
- Maskakrass (1976)
- Mon cher amour, je suis si loin de toi ! (1976)
- Neiges et gel d’amour sur le château du couchant (1976)
- Nocturne en bleu (1976)
- Solstice (Aux portes d’Obriariatan) (1976)
  - Deutsch: Sonnenwende — An den Toren von Obriariatan. In: Wolfgang Jeschke (Hrsg.): Science Fiction Story Reader 20. Heyne SF&F #3995, 1983, ISBN 3-453-30931-6.
- Tristes derniers jardins du monde (1976)
- Une chasse à l’ugu-dugu dans les marais de Kwân (1976)
- D’où, Diable, venaient-ils ? (1976)
- Sepuku… Sepuku… Sepuku… (1976)
- Prélude à la pugnace révolution de Phagor (1976)
- Et voir mourir tous les vampires du quartier de jade (1976)
- Vers l’exil des étoiles (1977)
- Tango : Nécrose lente (1977)
  - Deutsch: Tango: Langsame Nekrose. In: Daniel Fondanèche (Hrsg.): Die gezinkten Karten der Zukunft. Heyne SF&F #3837, 1981, ISBN 3-453-30740-2.
- XXIII paragraphes honteux pour commémorer l’assassinat du Prophète (1978)
- Et quand vous aurez quitté le cocon, qu’adviendra-t-il de vous dans tout ce froid ? (1978)
- Les collines d’Hécate (1978)
- La Mer de Glace, ou l’expédition polaire perdue et l’espoir naufragé (1978)
- La vitre griffée (1978)
- Catharsis (1979)
- Ice Two (1979, auch als I.C.E. T.W.O., 1997)
  - Deutsch: Eins-Zwei. In: Maxim Jakubowski (Hrsg.): Quasar 2. Bastei Lübbe (Bastei Lübbe Science Fiction Bestseller #22019), 1980, ISBN 3-404-22019-6.
- Le corbeau brêche-dents ou Un conte des temps modernes (1979)
- Fête rouge… fête noire… (1979)
- Sinfonietta à temps perdu (1979)
- Anamorphose de Franz K. (1980)
- Au cœur des choses (1980)
- Cauchemar dans la cité des rêves (1980)
- City music (1980)
- Incertaine Anabase (1980)
- L’ombre du bosquet (1980)
- La fenêtre obscure (1980)
- Le varan (1980)
- Les voyageurs (1980)
- Mets ta main dans la mienne, mon amour… (1980)
- Un fâcheux contretemps (1980)
- Une partie de campagne en l’an 1984 (1980)
  - Deutsch: Eine Fahrt aufs Land im Jahre 1984. In: Wolfgang Jeschke (Hrsg.): L wie Liquidator. Heyne SF&F #4410§, 1987.
- Pax Christi (1980) with Jean-Pierre Andrevon
- Et avec Emyna, sur Dusan ? (1980)
- Jazz me blue (1980)
- Adramelech (1981)
- L’éternité du vent éphémère (1981)
- Carnaval à Rio (1981)
- Hommage à Janus (1982)
- À nous deux, dit le dragon de verre (1982)
- L’éruption de la Lézarde (1982)
- L’hôpital, une fable cynique (1982)
- La danse de guerre du capitaine Moon (1982)
- Le docteur Morlo ou le mystère de l’île de la mort (1982)
- Le glissement (la dernière aventure amoureuse de Barry Valentino) (1982)
- Le rendez-vous de Bucarest (1982)
- Les montreurs d’images de Jordan IV (1982)
- Morgenland (1982)
- Mort dans la cité solaire… (1982)
- Oiseau(x) de malheur (1982)
- Symbiose (1982)
- Flagrants soleils des canons de la mort : Quel Hollandais Volant ? (1982)
- Carbone 14 (1983)
- Fontanarum metamorphosis (1984)
- Le labyrinthe du Dr Manus Hand (1984)
- Épilogue : Par magie et forfaiture (1984)
- Le navire du dieu d’argent (1984)
- Prologue : Par magie et forfaiture (1984)
- L’avortement d’Ana Thal (1984)
- Cœur moite (1984)
- Deux allers simples pour Samarcande (1984)
- Intra muros (1984)
- Le dernier étage des ténèbres… (1984)
- Les chambres transparentes (un paysage subliminal) (1984)
- Sertao des serres tièdes (1984)
- Bleu cobalt ou En arrière, professeur Serdengestler ! (1985)
- Intermède sur Javeline (1985)
- Ludmilla ou la confrontation (1985)
- Trahison en été (1985)
- B.E.M. (1985)
- Orphée 1985 (1985)
- Figure de proue (1986)
- Arcadie: soleil blanc (1987)
- Battements d’ailes (1987)
- La nuit où la grande cloaque débordera… (1987)
- La vitre du penseur-homme (1987)
- Le labyrinthe du Dr. Manus Hand (1987)
- Le rêve du scorpion (1987)
- Les cartographes du désert bleu (1987)
- Les nouveaux travailleurs de la mer (1987)
- Le cri (1989)
- Les rapiéceurs de néant (1991)
- Les longs couteaux de la nuit (1991)
- Le château du Blême (1993)
- Balaklava (Bis) (1997)
- Le domaine de cristal (1997)
- Un bal costumé à la maison Schürk (1997)
- Nuit rouge à Mayerling (1999)
- Le procotole des mages de Lyon (2003)
- Le roman de la rose des temps (2003)
- Saisons de verre (2004)
- Cité de la mort lente (2005)
- Coeur de glace (2006)
- Incertaine oasis (2007)
- Les oubliettes du Haut-Château (2008)
- Les plans du Labyrinthe (2008)
- Orchidées (2008)
- Chirurgie à New Orlando (2010)
- La musique de la chair (2010)
- La planète égarée (2010)
- Le carré magique (2010)
- Le cercle de Circé (2010)
- Le losange de Vénus (2010)
- Le ruban de Moebius (2010)
- Le serpent aveugle (2010)
- Le trapèze de Titan (2010)
- Le triangle d’Andromède (2010)
- Les chasseurs du temps (2010)
- Manuscrit trouvé dans un étui à cigare (2010)
- Space opera (2010)
- Tsunami (2010)
- Vieux Théodore des Étoiles (2010)
- Moisson de chair (2012)
- Grenades (de cristal) dégoupillées (2013)
- Le manteau noir (2013)
- John Carter vs Olympus Mons (2013)

Anthologien (als Herausgeber)
- Les soleils noirs d’Arcadie (1975)
- Le livre d’or de la science fiction allemande – étrangers à utopolis (1980)
- La soie et la chanson (1999)